# Roubijné
Roubijné (en ukrainien : Рубіжне, en russe : Рубежное, Roubejnoïé) est une ville de l'oblast de Louhansk, dans l'Est de l'Ukraine. Sa population s'élevait à 56 066 habitants en 2021.

## Géographie
Roubijné se trouve juste au nord de la rivière Donets, dans l'est de l'Ukraine, dans le Donbass, près du lac Roubijné. Elle se trouve à 85 km au nord-ouest de Louhansk. Elle est limitée au sud par les villes de Lyssytchansk et de Sievierodonetsk. Elle s'étale sur 8,5 km du nord au sud et sur 6 km d'est en ouest.

## Histoire
L'endroit est mentionné dans Le Dit de la campagne d'Igor comme faisant partie des champs sauvages qui sont disputés par les Tatars de Bakhmout et les Russes dès le XVIe siècle. Au XVIIe siècle, les cosaques s'installent sur la rive gauche du Donets. Au XVIIIe siècle, il fait partie administrativement de la province de Bakhmout du gouvernement d'Azov. Un village prend forme à la fin du XVIIIe siècle. Mais c'est un siècle plus tard, à l'arrivée du chemin de fer Lissitchansk-Koupiansk, en 1894-1895, que sa population augmente et que s'y développent des usines de teinture à l'aniline.
Avec le déclenchement de la Première Guerre mondiale en 1914, l'importation de colorants d'Allemagne vers la Russie cesse, frappant durement les fabricants de textile. De Moscou, des fonds sont levés pour installer la société par action « Roussko-Kraska » développant des colorants chimiques à Roubijné. La proximité des sources de matières premières, de carburant et d'eau joue un rôle majeur dans le choix de l'emplacement. Le transport se fait par le chemin de fer et il existe sur place des matériaux de construction bon marché : craie, chaux et carrières de sable. La main-d'œuvre provient des villages environnants à la recherche de revenus et de répit après avoir été enrôlée dans l'armée active. Le propriétaire foncier local Martynenko vend 1 840 acres de terres stériles à bas prix à la société par actions. C'est le 17 juillet 1915, à une distance d'un demi-kilomètre de la gare, que la construction de l'usine Roussko-Kraska commence. En même temps que l'usine, les premiers bâtiments d'habitation pour les ouvriers sont construits. À côté de l'usine Roussko-Kraska, une usine de la société par actions russe « Koksobenzol » est construite pour la production et la vente de poudre à canon et d'explosifs sous le nom d'usine du Sud (aujourd'hui l'usine chimique Zaria). Des succursales ferroviaires privées des usines Roussko-Kraska et de l'usine de fabrication d'explosifs sont reliées à la voie d'évitement ferroviaire dite de Roubejnaïa. Le calendrier de Kharkov de 1917 mentionne le village de Roubejnoïe comme lieu d'une importante production d'usines chimiques. La population s'élève à 3 000 habitants en 1916.
En 1918-1919, la gare est le théâtre de combats pendant la guerre civile russe et le pouvoir change de mains entre les Rouges et les Blancs pendant plusieurs mois d'affilée. Le bourg industriel est finalement pris par l'Armée rouge en décembre 1919. Un comité révolutionnaire s'y installe le 23 décembre. L'usine Roussko-Kraska est nationalisée et devient en 1923 l'usine « Drapeau rouge » (Красное знамя, Krasnoïé znamia). Trois lieux de peuplement s'organisent, le premier autour des usines avec 2 435 habitants en 1926, le deuxième près du lac (le quartier étant nommé Oziori) et autour de la gare avec 1 388 habitants, et enfin plus loin une extension comprend 692 habitants avec l'usine de poudre à canon. La région passe de la Russie à la République socialiste soviétique d'Ukraine à cette époque. L'ensemble prend le nom de Roubijné (ce qui signifie « de la berge ») en avril 1930. Il est élevé au statut de ville en 1934. En 1940, la ville atteint près de 22 000 habitants.

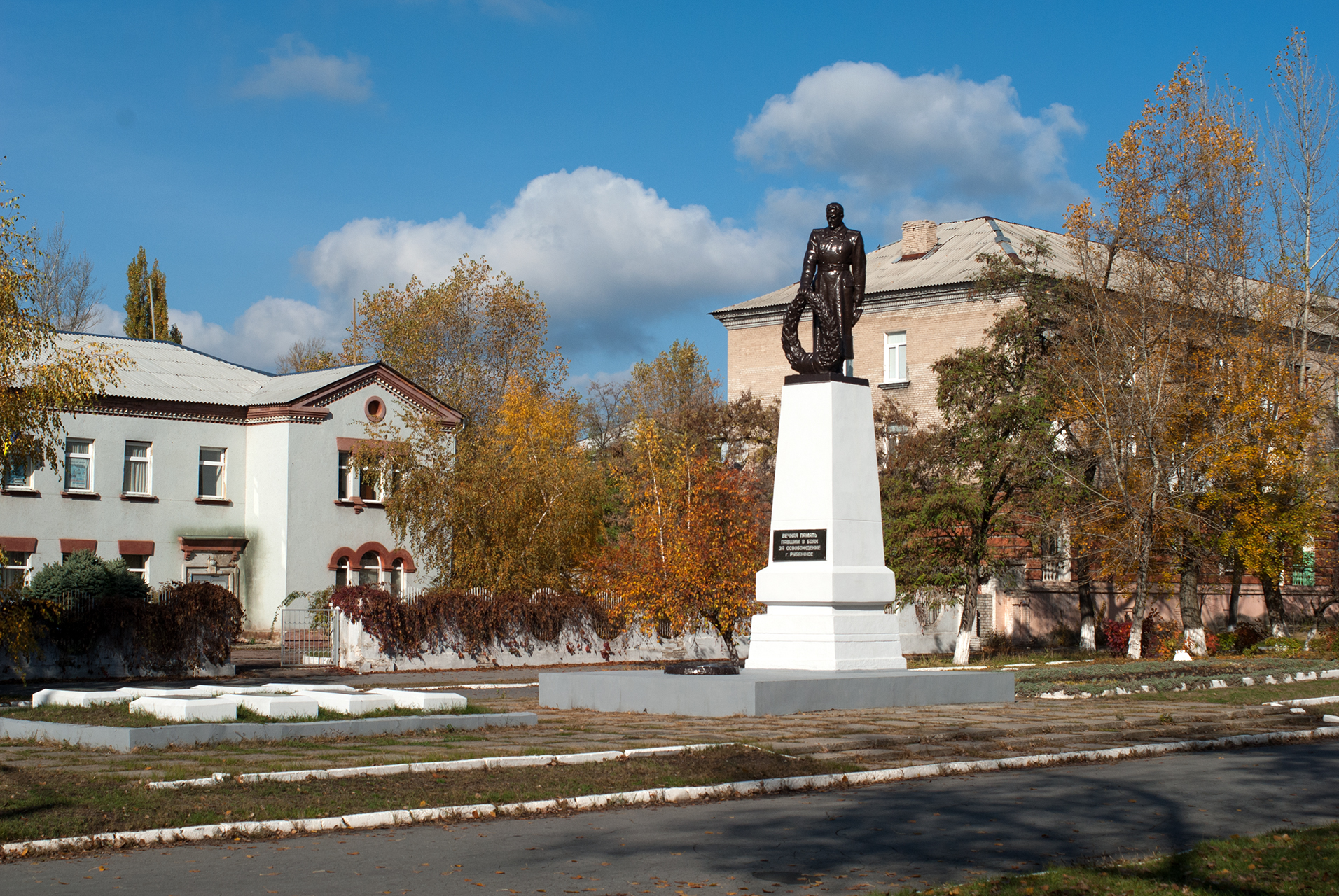
Monument aux morts.

Roubijné est occupée par la Wehrmacht le 10 juillet 1942. Pendant cette période d'occupation, les Allemands fusillent plus de 300 personnes près du combinat chimique. Un monument est élevé à leur mémoire en 1967. La ville est libérée six mois plus tard le 23 janvier 1943 par la 41e division de tirailleurs de la 1re armée de la Garde du front du Sud-Ouest au cours de l'opération Vorochilovgrad.
En 1955, la ville disposait d'un vaste combinat chimique, d'une usine de béton bitumineux, d'une fabrique de bonneterie, d'une briqueterie, etc. Elle possédait plusieurs établissements d'enseignement : deux établissements d'enseignement technique supérieur, une école secondaire technique, trois écoles professionnelles, une école pour la jeunesse ouvrière, quatre établissements d'enseignement secondaire moyen, etc. Elle offrait également à sa population trente-trois bibliothèques publiques, un palais de la culture, une maison des pionniers, un cinéma, un théâtre d'été, un stade et un parc de la culture et des loisirs. Elle atteint son pic de population en 1989 avec 74 078 habitants.
En mai 1995, le cabinet des ministres de l'Ukraine décide de privatiser l'entreprise d'autotransport ATP-10917, de l'usine de carton et de conteneurs, du combinat chimique, ainsi que de l'institut de technologie chimique et d'écologie industrielle.
En avril 2014, Roubijné et son agglomération passent sous le contrôle des forces de la « république populaire de Lougansk » (RPL). Elle est reprise après de violents combats par la garde nationale ukrainienne par la bataille pour Sievierodonetsk Lyssytchansk et Roubijné, le 22 juillet 2014,. Des combats se poursuivent jusqu'en 2015 et sporadiquement les années suivantes. 
Au cours de l'invasion de l'Ukraine par la Russie, la ville retourne sous le contrôle de la RPL en mars 2022.

## Population
| 1939    | 1959    | 1970    | 1979    | 1989    | 2001    | 2008   |
| ------- | ------- | ------- | ------- | ------- | ------- | ------ |
| 21 995* | 35 122* | 58 348* | 65 767* | 74 078* | 65 322* | 62 240 |

| 2009   | 2010   | 2011   | 2012   | 2013   | 2014   | 2015   |
| ------ | ------ | ------ | ------ | ------ | ------ | ------ |
| 61 826 | 61 528 | 61 104 | 60 750 | 60 374 | 59 951 | 59 592 |

| 2016   | 2017   | 2018   | 2019   | 2020   | 2021   | - |
| ------ | ------ | ------ | ------ | ------ | ------ | - |
| 59 141 | 58 582 | 57 763 | 57 299 | 56 785 | 56 066 | - |

## Photographies

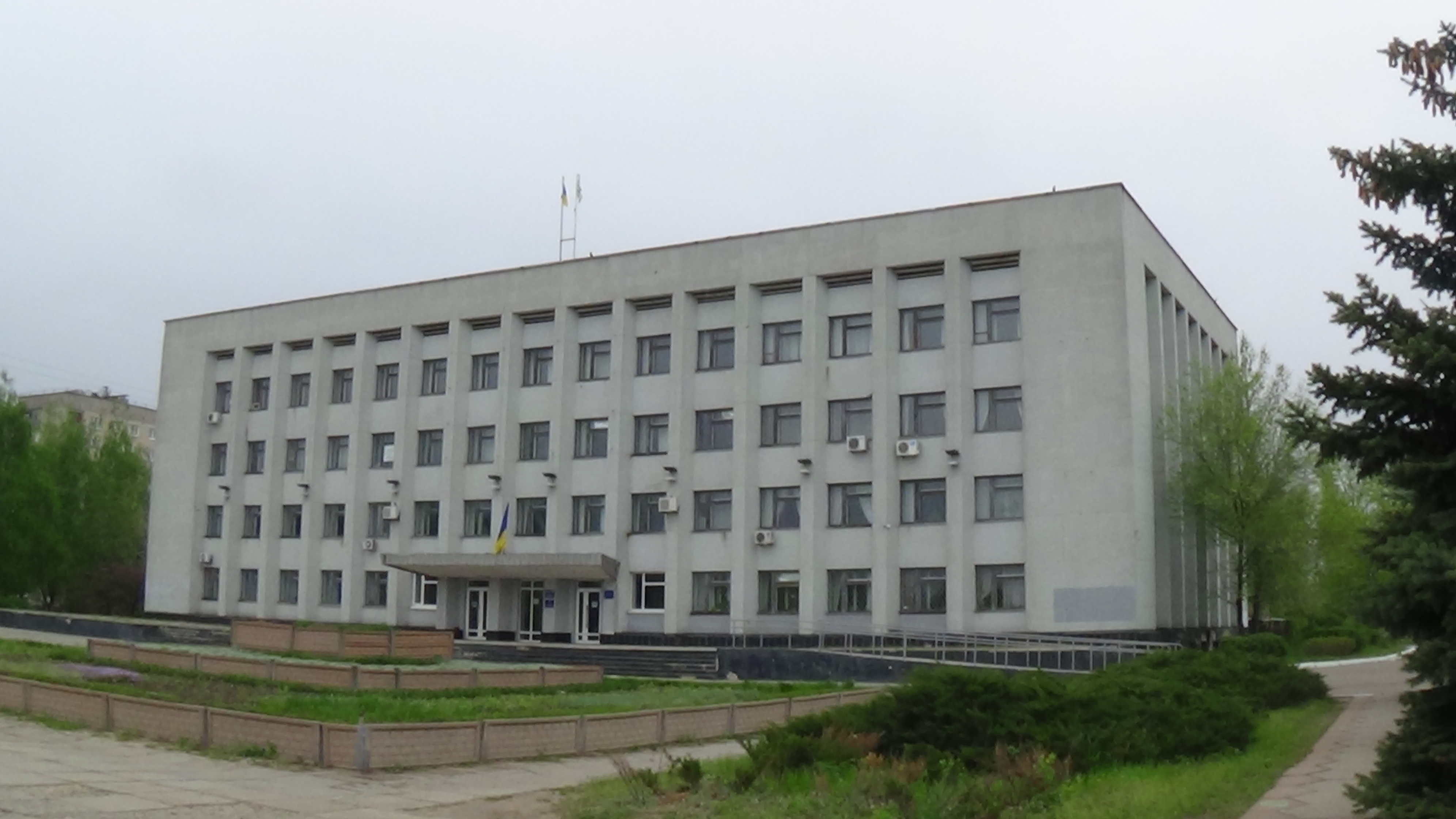
Mairie.
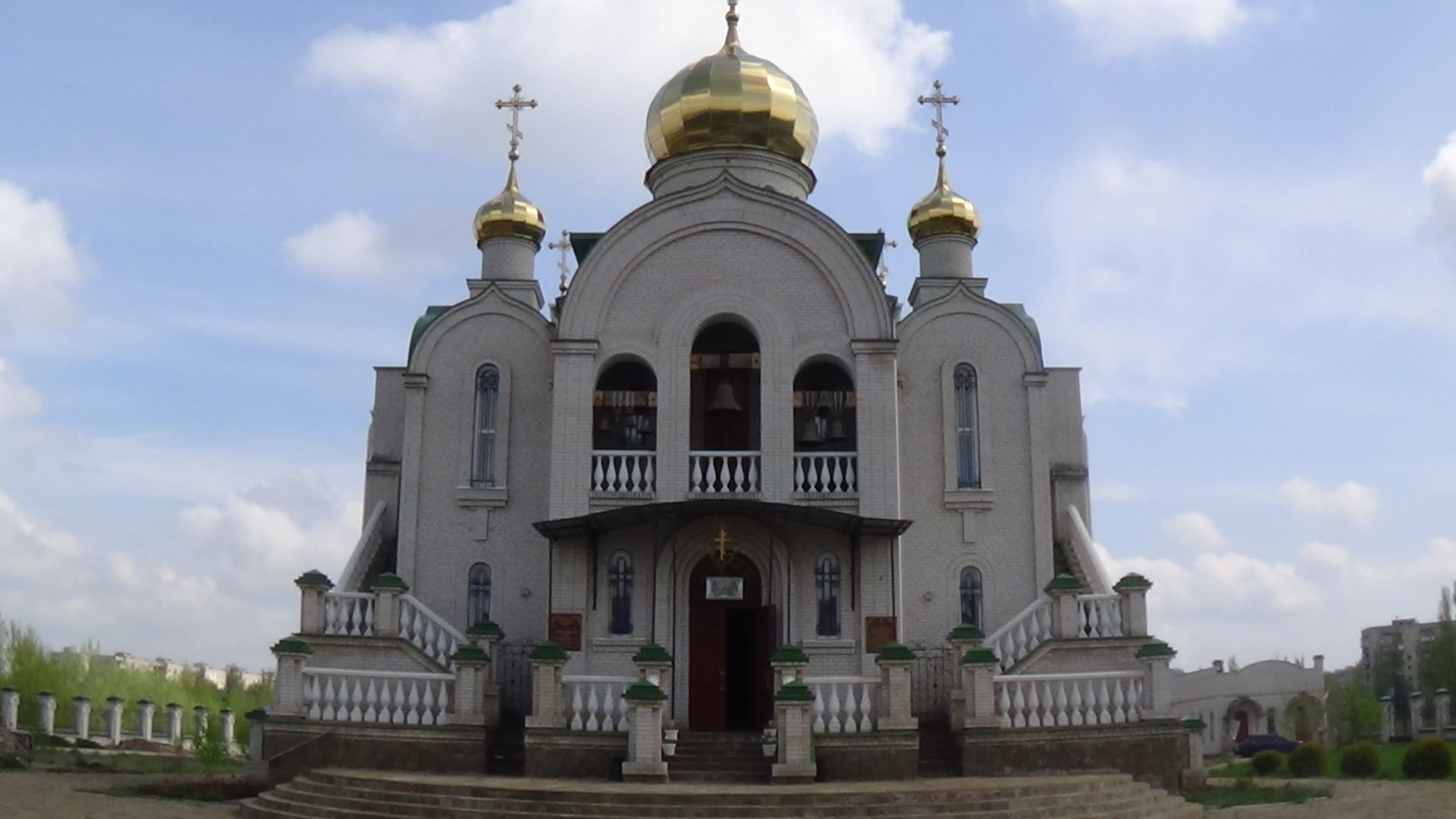
Façade de l'église orthodoxe de l'Assomption en 2015.
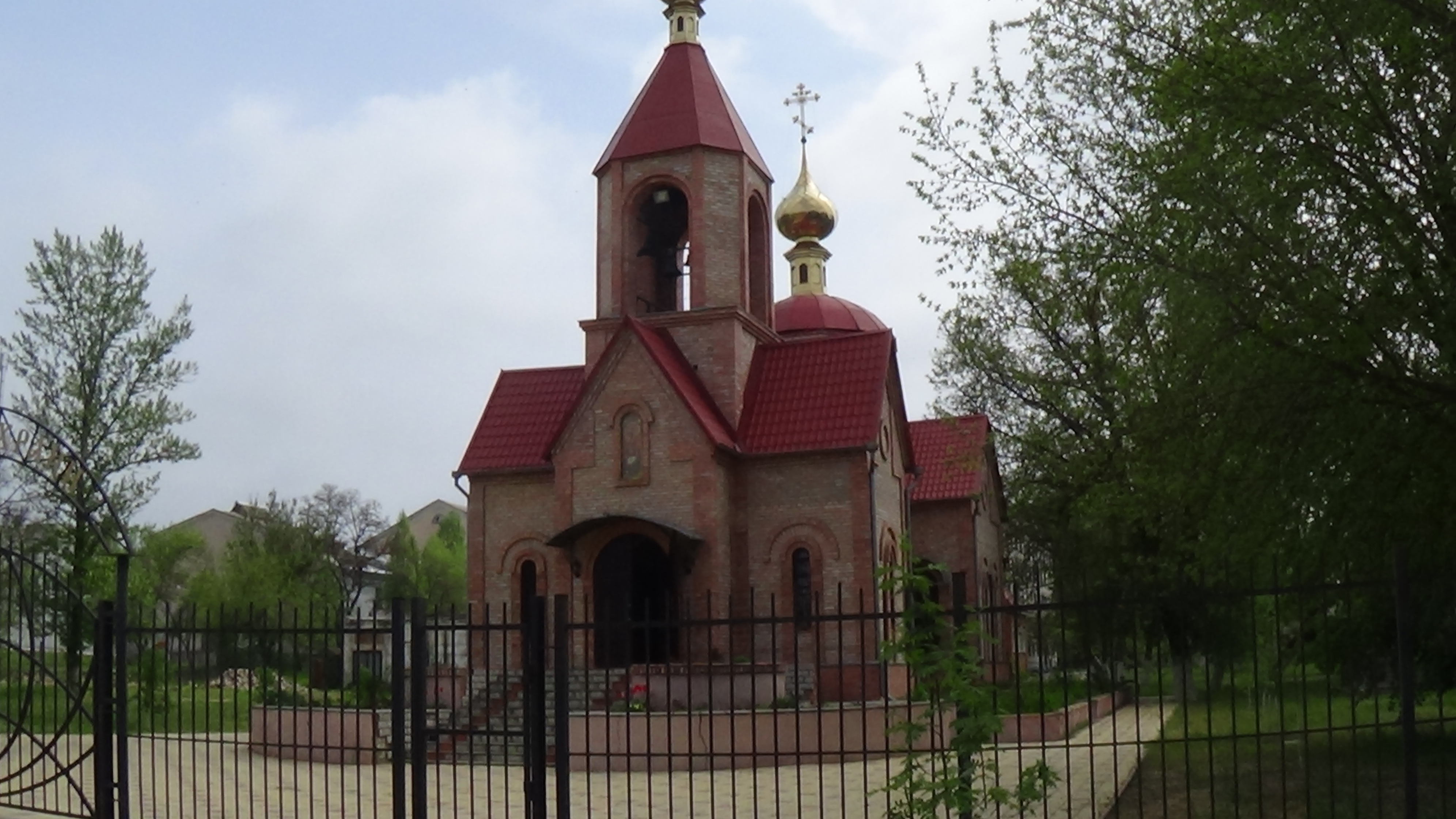
Vue de l'église orthodoxe de la partie Sud de la ville.
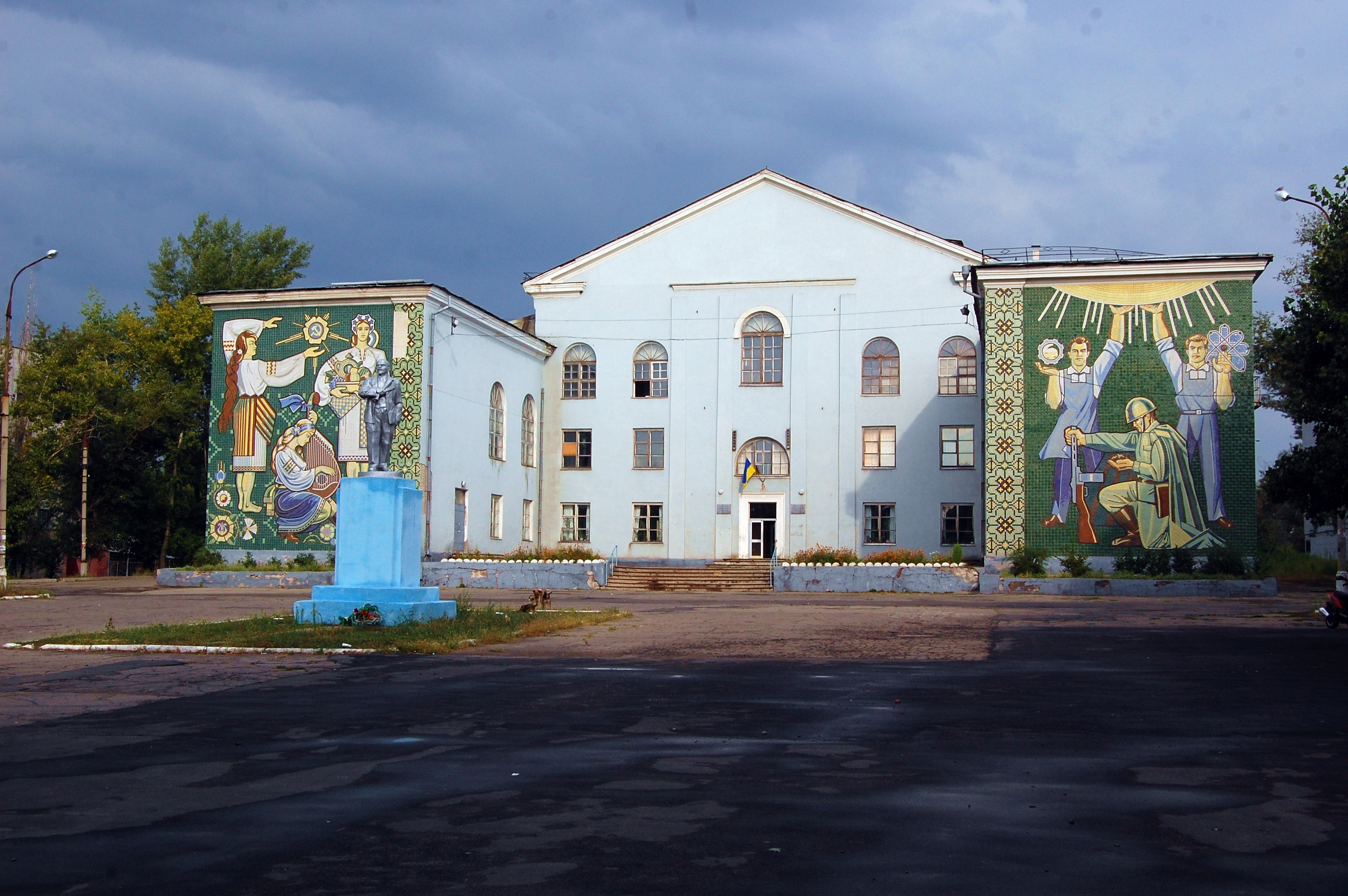
Maison de la culture.
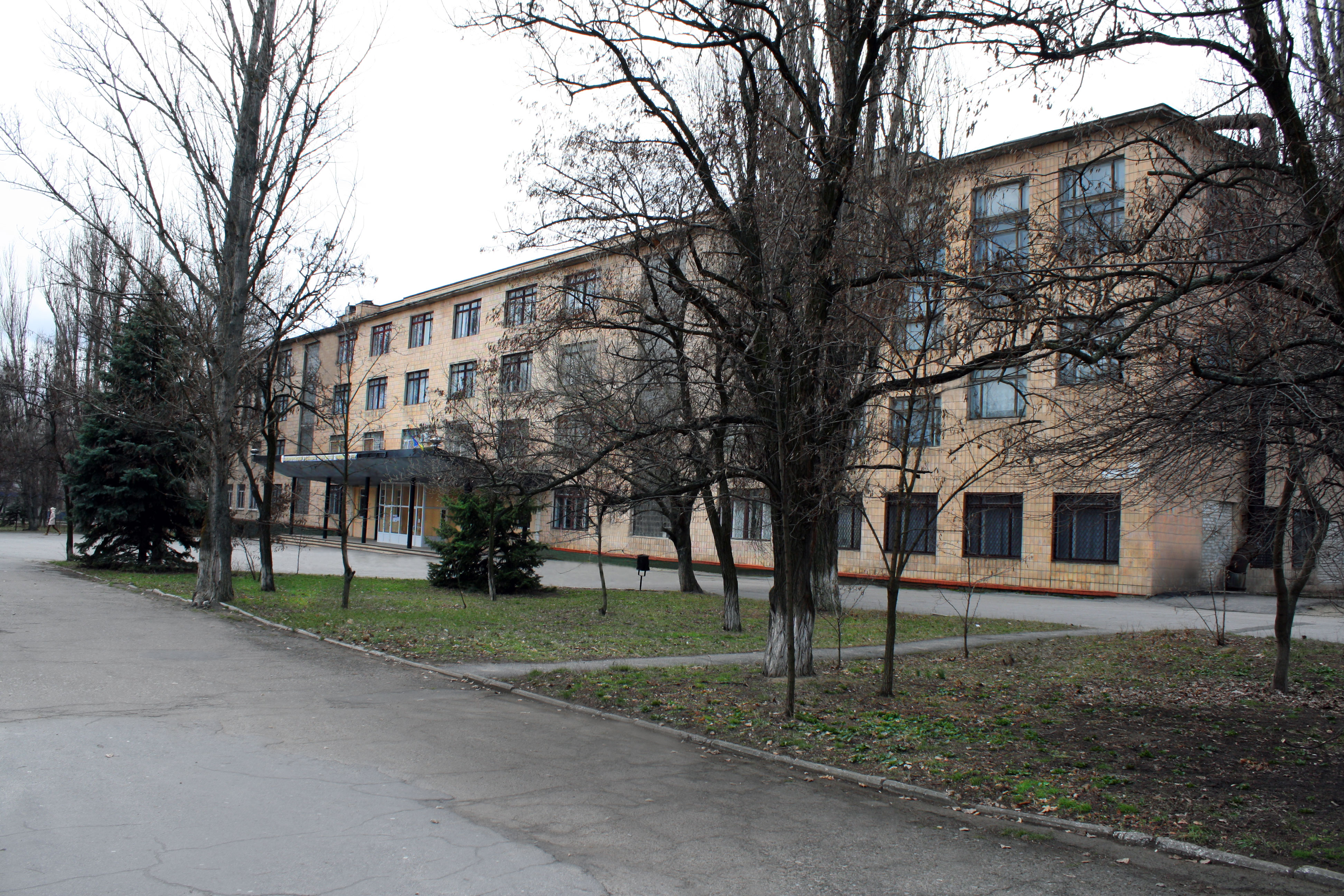
Institut de technologie chimique.

## Transports

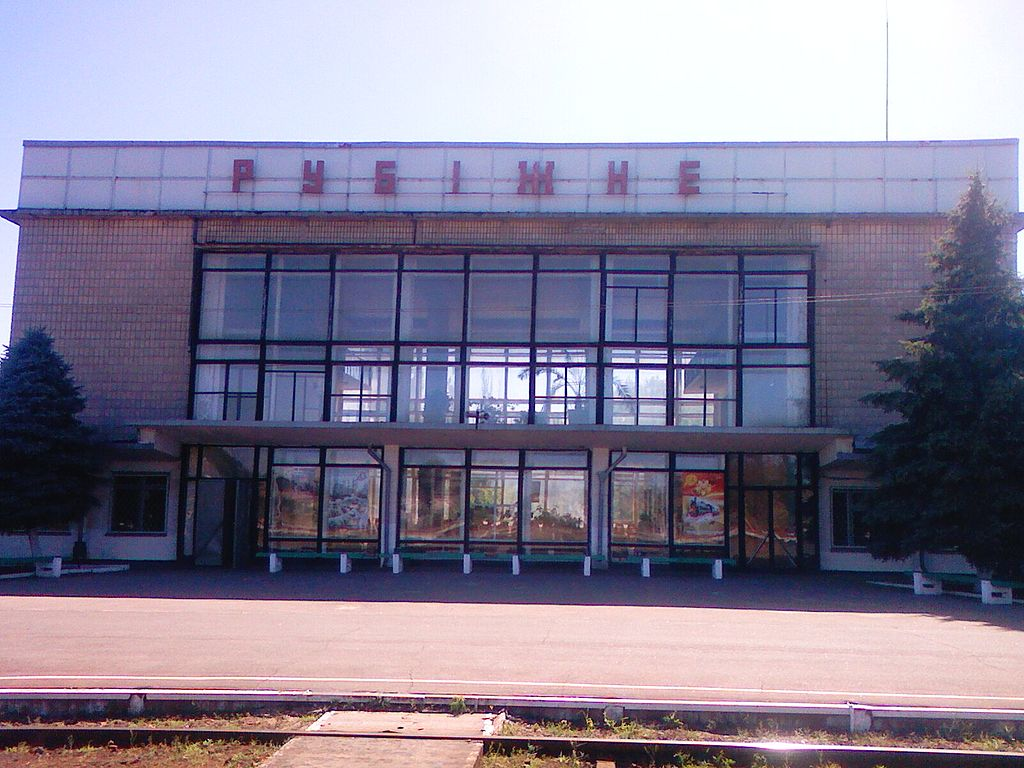
Vue de la gare en 2014.

Roubijné se trouve à 119 km de Louhansk par le chemin de fer et à 103 km par la route.

## Personnalités
- Vladimir Smirnov (1954-1982), escrimeur, champion olympique et du monde.
- Fedor Emelianenko (1976), champion de combat libre, né à Roubijne.